# Pieter Hintjens
Pieter Hintjens , né le 3 décembre 1962 au Congo-Léopoldville et mort le 4 octobre 2016 à Bruxelles, est un développeur belge, auteur, et ex-président de l'Association pour une infrastructure de l'information libre (FFII), une association luttant contre les brevets logiciels. En 2007, il a été nommé comme l'une des « 50 personnalités les plus influentes sur la propriété intellectuelle » par le magazine Managing Intellectual Property.

## Biographie
Hintjens est né au Congo en 1962 et a grandi en Afrique de l'Est.
Il occupait chez iMatix, une entreprise créant des logiciels libres, le poste d'architecte logiciel en chef et de chef d'entreprise. On lui doit notamment : ZeroMQ, une bibliothèque pour la haute performance, OpenAMQ (en), une implémentation libre du protocole de message AMQP, Librero et GSL, deux outils de génération de code source, et le serveur web Xitami (en). Il a également co-créé l'entreprise Wikidot Inc. avec le polonais Michał Frąckowiak.

## Publications
- (en) ZeroMQ: Messaging for Many Applications, O'Reilly Media, 2013
- (en) Culture and Empire: Digital Revolution, 2013
- (en) Code Connected Volume 1, 2013
- (en) The Psychopath Code, 2015
- (en) Confessions of a Necromancer, 2016
- (en) Social Architecture, 2016[4]
- (en) Scalable C, non terminé[5]